# Lycodon rufozonatus
Espèce
Synonymes
- Dinodon rufozonatum (Cantor, 1842)
- Dinodon cancellatum Duméril & Bibron, 1854
- Eumesodon striatus Cope, 1860
- Dinodon rufozonatum walli Stejneger, 1907

Lycodon rufozonatus est une espèce de serpents de la famille des Colubridae.

## Répartition
Cette espèce se rencontre :
- en Russie, dans le kraï du Primorie ;
- en Chine, à l'exception de l'Ouest de la Mongolie-intérieure, du Xinjiang et du Tibet ;
- en Corée ;
- au Japon, sur les îles Ryūkyū, Senkaku et Tsushima ;
- à Taïwan ;
- dans le nord du Viêt Nam ;
- au Laos.

## Description

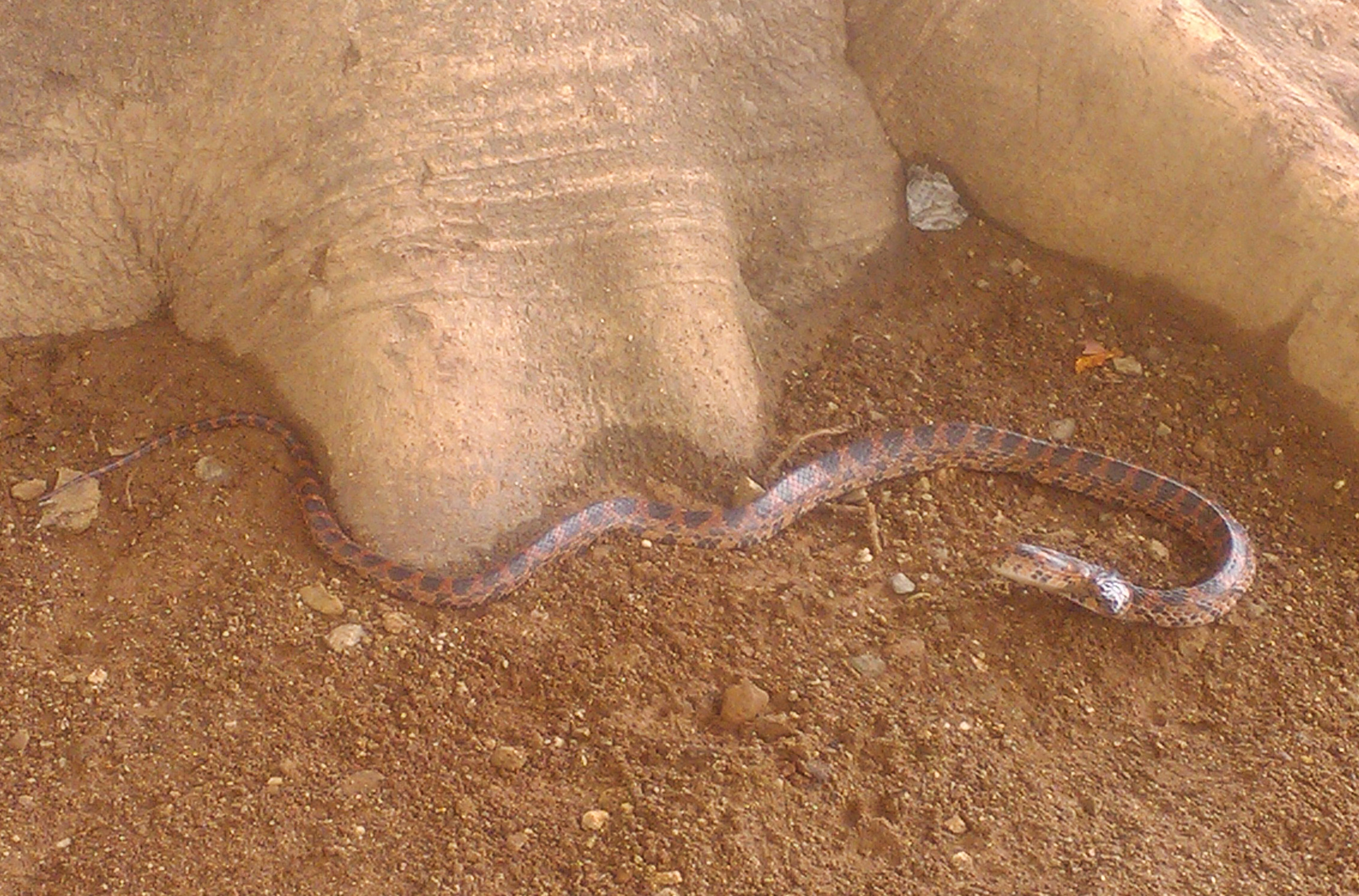
Lycodon rufozonatus

Lycodon rufozonatus est un serpent nocturne. C'est une espèce non-venimeuse pouvant atteindre 160 cm. Son dos est brun roussâtre avec plusieurs rayures transversales noires. Le dessous de sa tête varie du blanc sale est beige sale. Son ventre est blanc ou gris clair avec quelques zones pigmentées de sombre essentiellement dans la partie antérieure de son corps et sur le dessous de sa queue.

## Éthologie
Ce serpent se rencontre dans les zones agricoles, les forêts et à proximité des plans d'eau. Son alimentation est composée de poissons, amphibiens, lézards, serpents, oiseaux, rongeurs voire des œufs de serpents, des coléoptères ou des animaux écrasés sur les routes (en particulier des crapauds). Les femelles pondent 8 œufs au printemps ou en été. À leur naissance les juvéniles mesurent environ 23 cm. Pour se défendre ce serpent est prompt à mordre et libère une substance nauséabonde par ses glandes anales pour faire fuir son agresseur.

## Liste des sous-espèces
Selon The Reptile Database (5 août 2013) :
- Lycodon rufozonatus rufozonatus Cantor, 1842
- Lycodon rufozonatus walli (Stejneger, 1907) - îles Ryūkyū

## Étymologie
Son nom d'espèce, du latin rufus, « rouge », et zonatus, « rayé », lui a été donné en référence à sa coloration dorsale. La sous-espèce est nommée en l'honneur de Frank Wall.

## Publications originales
- Cantor, 1842 : General features of Chusan, with remarks on the flora and fauna of that island [part 1]. Annals and magazine of natural history, sér. 1, vol. 9, p. 265-278 (texte intégral).
- Stejneger, 1907 : Herpetology of Japan and adjacent Territory. United States National Museum Bulletin, vol. 58, p. 1-577 (texte intégral).